# Diecezja Jequié
Diecezja Jequié (łac. Dioecesis Iequieana) – diecezja Kościoła rzymskokatolickiego w Brazylii. Należy do metropolii Vitória da Conquista wchodzi w skład regionu kościelnego Nordeste III. Została erygowana przez papieża Jana Pawła II bullą Quo absolutius w dniu 7 listopada 1978.